# Bylandtstraße 26 (Mönchengladbach)

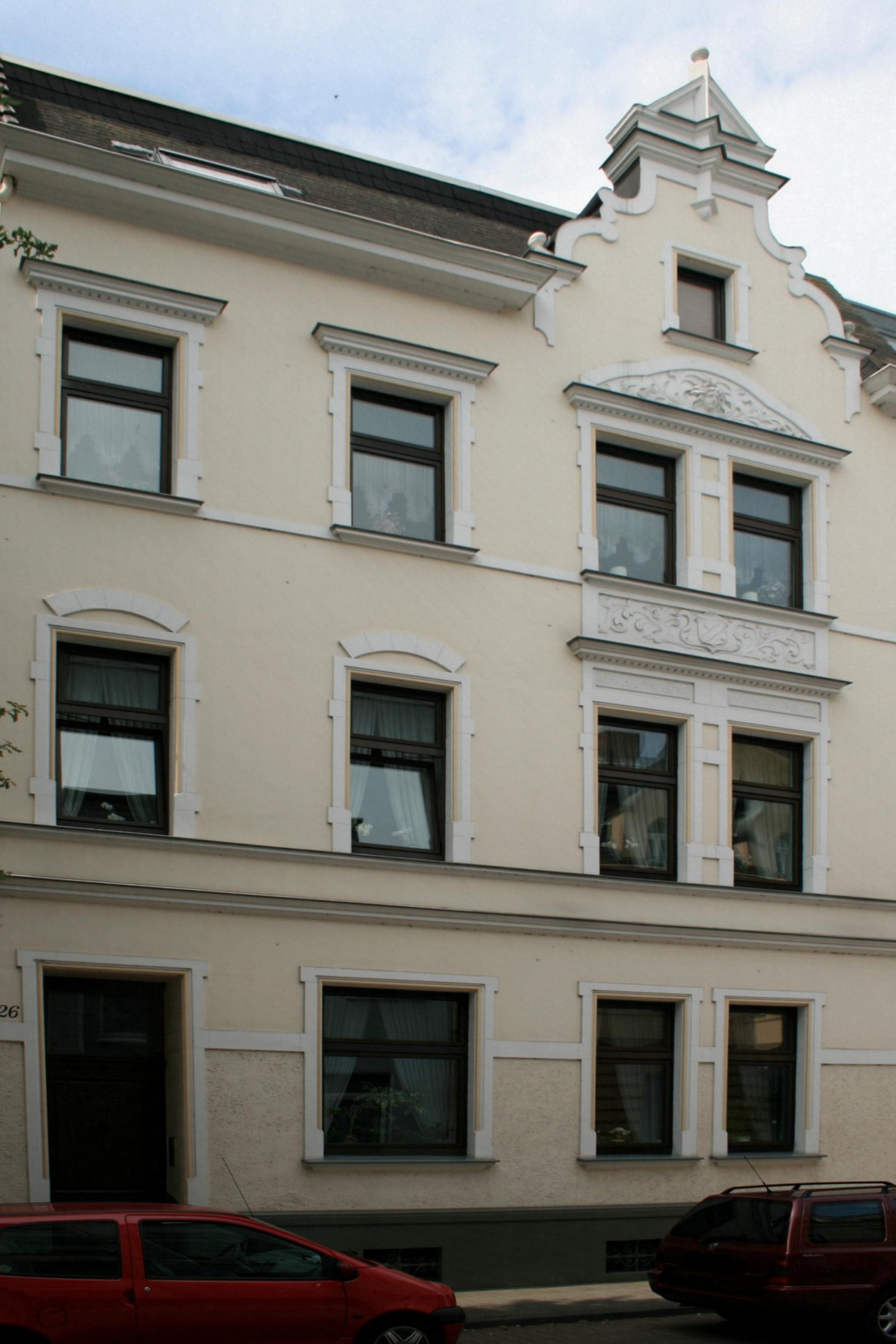
Wohnhaus (2010)

Das Wohnhaus Bylandtstraße 26 steht im Stadtteil Rheydt in Mönchengladbach (Nordrhein-Westfalen).
Das Haus wurde 1905 erbaut. Es ist unter Nr. B 157 am 10. September 1996 in die Denkmalliste der Stadt Mönchengladbach eingetragen worden.

## Lage
Die Bylandstraße, im östlichen Stadterweiterungsgebiet gelegen, verbindet die Hauptstraße mit der Bendhecker Straße.

## Architektur
Das Wohnhaus ist ein dreigeschossiger Putzbau von vier unregelmäßig ausgebildeten Achsen und rückwärtigem Anbau. Asymmetrische Fassadenausführung unter Betonung der rechten Fassadenhälfte mittels akzentuierter Fensterfassungen und geschweiftem Giebel. Horizontale Gliederung durch abgesetzten Kellersockel, Stockwerk-, Sohlbank- und kastenförmiges Traufgesims. Die glatt in die Wandfläche eingeschnittenen Fensteröffnungen sind mit Ausnahme eines breiteren Fensters im Erdgeschoss gleichförmig hochrechteckig ausgebildet, variieren aber durch geschossweise modifizierende Fensterrahmungen.
Neben dem links angeordneten Hauseingang wird das bis zur Kämpferhöhe grob verputzte Erdgeschoss von drei Fenstern, einem breiteren und zwei schmaleren in enger Anordnung, belichtet. Ein flaches Putzband bildet den Abschluss des Grobputzes und die Verbindung aller Wandöffnungen. Die jeweils vier Fenster der Obergeschosse nehmen die axiale Linie der Erdgeschossfenster auf, wobei die beiden der rechten Fassadenhälfte durch eine geschossübergreifende Rahmung, korrespondierende Gebälkverdachungen (mit Klötzchenfries) und florale Ornamentik miteinander verbunden sind. Das Giebelfeld öffnet ein vereinzeltes Rechteckfenster. Ein mäßig steil geneigtes Satteldach schließt das Gebäude ab. Die an Formen der Deutschen Renaissance orientierte Stuckornamentik beschränkt sich im Wesentlichen auf flach aufgetragene Fensterrahmungen und -verdachungen sowie floral ausgebildeten Brüstungs- und Bekrönungsschmuck im zweiten Obergeschoss; mit Maßwerkimitationen betont ist die Giebelform.